# Менипея
Менипова сатира (менипея) е жанр в античната и в по-късната литература, носещ името на сириеца Менип (Menippos) от Хадара (Палестина) – древногръцки философ-киник и писател-сатирик от ІІІ в. пр. Хр. 
Според съветски литературовед Михаил Бахтин на този жанр са присъщи съчетаването на живото, злободневното отражение на действителността и пълен простор на измислицата, както и свободното обединяване на няколко стила, съжителството на трагичното и комичното, на низкото и възвишеното. Той твърди, че в нея „... най-смелата и необуздана фантастика и авантюра вътрешно се мотивират, оправдават, осветляват от чисто философска цел – да бъдат създадени изключителни ситуации, за да се провокира и изпита философската идея – думата, истината, въплътена в образа на мъдреца, на търсача на тази истина“

## Примери
От творчеството на самия Менип са запазени само отделни заглавия. Произведенията му – полуповести-полудиалози, в които прозата се редува със сатирични стихове, бележат традицията, продължена от Лукиан и Варон (запазени са около 600 фрагмента). 
Мотиви от Мениповата сатира съдържат също творбите на Сенека Млади и Петроний. 
В Европа този жанр е продължен от жанра на сатирата-самоизобличение, самоосмиване, наричан Менипова сатира в епохата на Религиозните войни във Франция (ХVІ в.).
Присъства в творчеството на Достоевски. Последното произведение на Булгаков – „Майстора и Маргарита“ – е свързано с жанра на менипеята, създаден още в античността и оказал голямо въздействие върху прозата на Средновековието и Ренесанса, а също и върху развитието на съвременния европейски роман. В ежедневния бит, в изкуството, във философския спор сблъскването на доброто и злото в различни форми и сфери – това е – от определена гледна точка – сърцевината на идейното съдържание на „Майстора и Маргарита“.
В съвременната българска литература, трилогията на Таня Шелхорн: „Дарина“, „Д-р Кристиан и неговата компания“ и „Най-дивната нощ“ носи редица черти характерни за менипеята.